# دونجاربور
دونجاربور هي مدينة تقع في أقصى جنوب ولاية راجستان، الهند. إنه المقر الإداري لمنطقة دونجاربور. إنه المدينة الأسرع تطورا في الجزء الجنوبي من ولاية راجاستان، جنبا إلى جنب مع أسبور.

## التاريخ
دونجاربور هي مقر الفرع الأكبر لعائلة جاهلوت من ميوار. مقر الفرع الأصغر هو ماهارانا أودايبور. تأسست المدينة عام 1282 م على يد روال فير سينغ، وهو الابن الأكبر لحاكم ميوار، كاران سينغ. هم من نسل بابا راوال، الحاكم الثامن لسلالة جاهلوت ومؤسس سلالة ميوار (حكم 734-753).
يحمل رؤساء دونجاربور لقب مهاروال لأنهم من نسل ماهوب، الابن الأكبر لكاران سينغ، رئيس ميوار في القرن الثاني عشر، ويطالبون بتكريم السلالة الأكبر من ميوار. ماهوب، الذي حرمه والده من الميراث، لجأ إلى عائلة والدته، شوهانس من باغار، وجعل نفسه سيدًا لتلك البلاد على حساب رؤساء بهيل. شقيقه الأصغر، راهوب.
تأسست مدينة دونجاربور، عاصمة الولاية، قرب نهاية القرن الرابع عشر على يد روال بير سينغ، سليل ساوانت سينغ من ميوار، الذي أطلق عليها اسم دونغاريا، زعيم قبيلة بهيل المستقل الذي اغتيل. بعد وفاة راوال أودي سينغ من باغار في معركة خانوا عام 1527، حيث قاتل إلى جانب رانا سانغا ضد بابر، تم تقسيم أراضيه إلى ولايتي دونغاربور وبانسوارا. على التوالي تحت سيطرة مغول الهند وماراتا والراج البريطاني بموجب معاهدة في عام 1818، ظلت دولة تحية مكونة من 15 بندقية.
في عام 1901، كان مجموع سكان دونجاربور 100103 نسمة، بينما كان عدد سكان المدينة 6094. كان آخر حاكم أميري لدنغاربور هو راي إي ريان ماهراوال شري لاكشمان سينغ باهادور (1918-1989)، الذي حصل على وسام نجمة الهند (1935) و وسام الإمبراطورية الهندية (1947)، وبعد الاستقلال أصبح عضوًا في مجلس الشيوخ مرتين، في 1952 و 1958، وبعد ذلك عضوًا في الجمعية التشريعية لولاية راجاستان ( MLA ) في عامي 1962 و 1989.

## التركيبة السكانية
اعتبارًا من تعداد الهند لعام 2011، كان عدد سكان دونجاربور 47706 نسمة. يتكون السكان من 52٪ ذكور و 48٪ إناث. يبلغ متوسط معدل معرفة القراءة والكتابة في دونجاربور 76 ٪، وهو أعلى من المعدل الوطني البالغ 59.5 ٪. يبلغ معدل الإلمام بالقراءة والكتابة بين الذكور 83٪ والإناث 69٪. في دونغاربور، 13٪ من السكان تقل أعمارهم عن 42 عامًا.
| \| الديانات في دونجاربور \| الديانات في دونجاربور \| الديانات في دونجاربور \| الديانات في دونجاربور \| الديانات في دونجاربور \| \| --------------------- \| --------------------- \| --------------------- \| --------------------- \| --------------------- \| \| \| \| \| \| \| \| الهندوسية \| الهندوسية \| \| 65.43% \| 65.43% \| \| الإسلام \| الإسلام \| \| 34.36% \| 34.36% \| \| الإخرى \| الإخرى \| \| 0.21% \| 0.21% \| |           |  |        |        |
| الديانات في دونجاربور |           |  |        |        |
| |           |  |        |        |
| الهندوسية | الهندوسية |  | 65.43% | 65.43% |
| الإسلام | الإسلام   |  | 34.36% | 34.36% |
| الإخرى | الإخرى    |  | 0.21%  | 0.21%  |

## المناخ
مناخ دونجاربور جاف تمامًا. موسم الصيف حار، لكنه أكثر اعتدالًا من معظم مدن راجاستان الأخرى. ينخفض متوسط درجة الحرارة في الصيف في حدود 43 درجة مئوية (حد أقصى) إلى 26 درجة مئوية (دقيقة). فصل الشتاء بارد إلى حد ما. يتراوح متوسط درجة الحرارة بين 25 درجة مئوية (حد أقصى) إلى 9 درجات مئوية (دقيقة). متوسط هطول الأمطار السنوي في دونجاربور يحوم بين 47 سم إلى 76 سم. متوسط درجة الحرارة في دورجابور هو 23 درجة مئوية في نوفمبر مع رطوبة 68٪.

## دور العبادة
- معبد شريناثجي

## المعارض والمهرجانات
- معرض بانيشوار

## المشاهير
- راج سينغ دونجاربور، لاعب كريكيت، إداري
- مهاروال شري لاكسمان سينغ
- هارشفاردان سينغ دونغاربور، النائب راجيا سابها من حزب بهاراتيا جاناتا
- الدكتور ناجيندرا سينغ، رئيس محكمة العدل الدولية
- اللفتنانت جنرال ناتو سينغ راثور
- بهوجلال بانديا

## معرض الصور

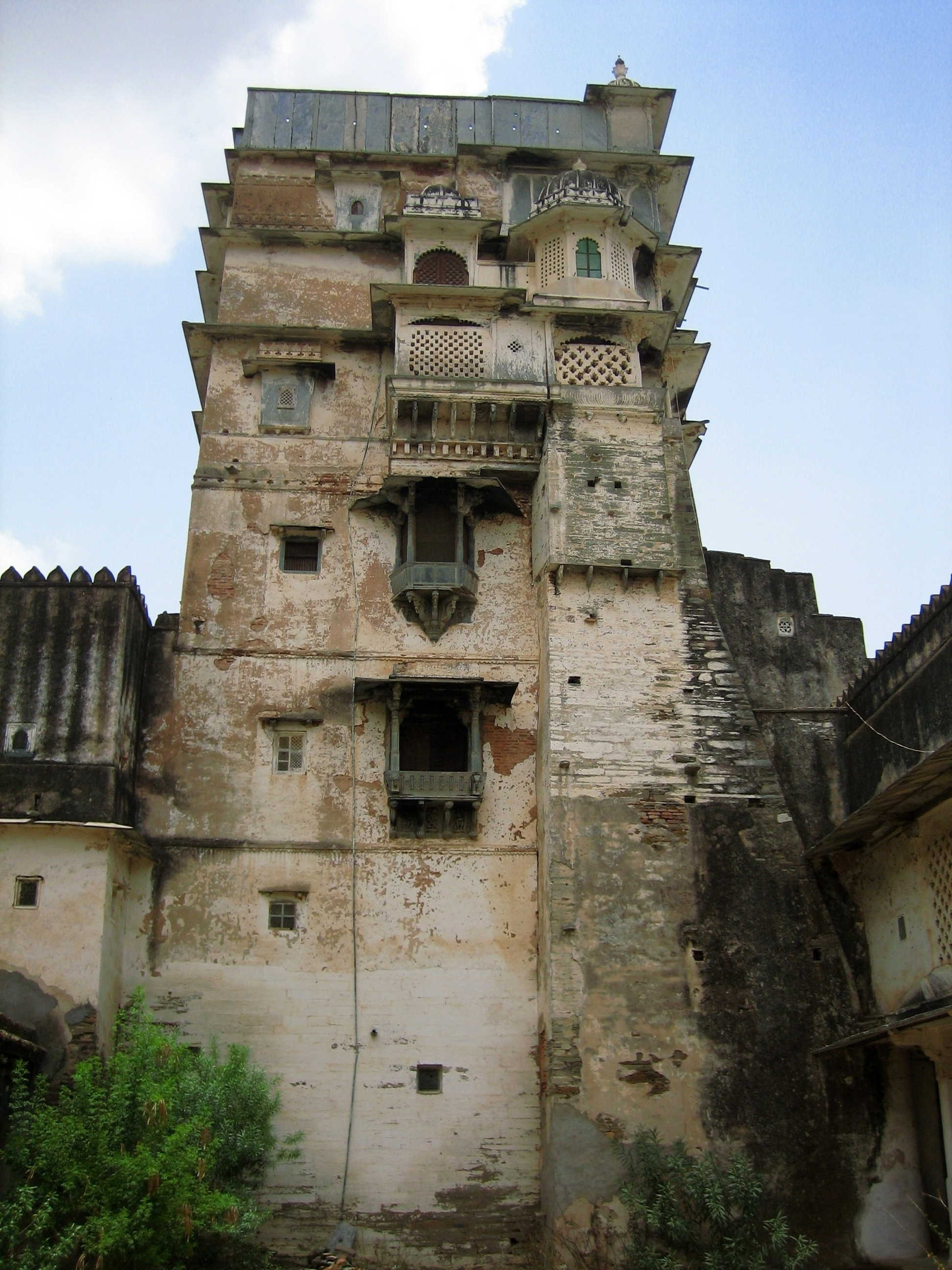
هافيلي جونا محل، دونغاربور

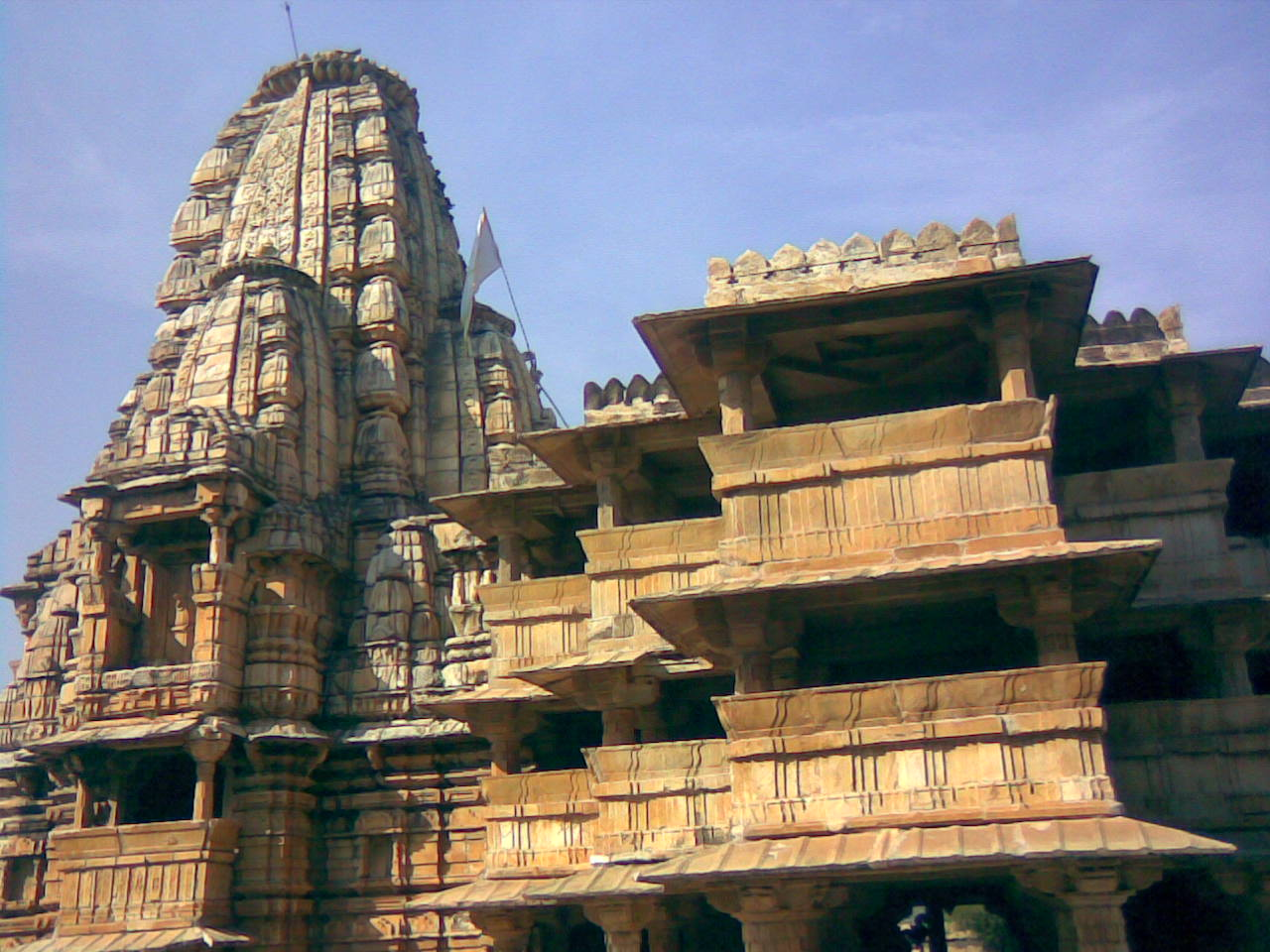
تيمبل ديف سومناث

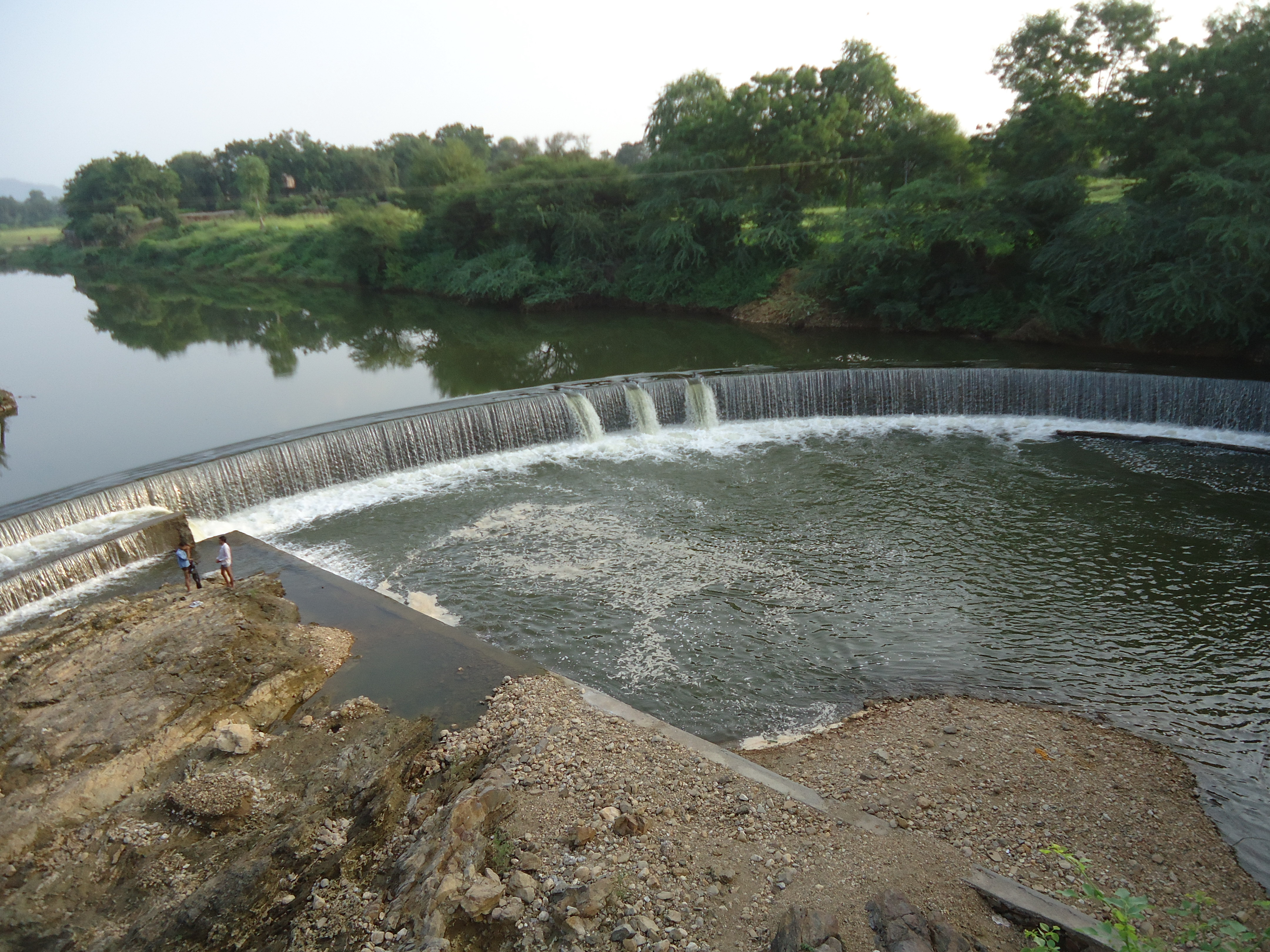
اثنان نهر الجسر، دونجاربور

## روابط خارجية
- موقع Dungarpur نسخة محفوظة 15 أغسطس 2019 على موقع واي باك مشين.
- الموقع الرسمي
- دليل Dungarpur
- خريطة منطقة Dungarpur (Invest Rajasthan)
- Dungarpur District الأخبار والصور ومقاطع الفيديو